# Patrick Moran
Pour les articles homonymes, voir Moran.
Patrick Alfred Pierce Moran (14 juillet 1917 - 19 septembre 1988), usuellement appelé Pat Moran, est un statisticien australien qui a fait des contributions significatives en théorie des probabilités et ses applications en biologie des populations et en génétique des populations.

## Premières années
Moran est né à Sydney et est le seul enfant de Herbert Michael Moran (né en 1885 à Sydney, mort en 1945 à Cambridge), chirurgien et capitaine des Wallabies, et d'Eva Mann (née en 1887 à Sydney, morte en 1977 à Sydney). Patrick a eu cinq autres frères et sœurs, mais tous sont décédés à la naissance ou juste après. Il finit son lycée au lycée St Stanislas (en) à Bathurst en trois ans et demi, au lieu des cinq années usuelles. À seize ans, en 1934, il commence ses études à l'université de Sydney où il étudie la chimie, la zoologie, les mathématiques et la physique. Il obtient son diplôme avec 1937 en finissant major en mathématiques. Moran continue ses études à l'université de Cambridge de 1937 à 1939. Ses professeurs remarquent qu'il n'est pas un bon mathématicien. Il obtient un diplôme du St John's College (université de Cambridge) le 22 janvier 1943. Il est ensuite diplômé du Balliol College (université d'Oxford) en 1947 après son admission le 3 décembre 1946. 
Il se marie en 1946 avec Jean Mavis Frame, ils ont trois enfants. Il n'obtient jamais son doctorat.

## Carrière
Pendant la guerre, Moran travaille sur le développement des fusées au ministère de l'armement britannique (en) puis au laboratoire de balistique à Cambridge. À la fin de l'année 1943, il rejoint lu bureau de liaison scientifique australien (ASLO), dirigé par le CSIRO. Il travaille en physique appliquée, plus particulièrement sur la vision, la camouflage, les signaux, le contrôle qualité, le transport, la détection infra-rouge, la métrologie, la radio ultra haute fréquence, le radar, les bombes à fragmentation, les fusées, l'ASDIC et la recherche opérationnelle. Il écrit également quelques articles sur la mesure de Hausdorff.
Après la guerre, Moran retourne à Cambridge où il cherche à déterminer, sous la direction de Frederik Smithies, la nature de l'ensemble des points de divergence de la transformée de Fourier de fonctions de classe Lp, pour {\displaystyle 1<p<2}, ce travail est sans succès. Il abandonne ce projet et est employé comme chercheur (Senior Research Officer) à l'institut de statistique de l'université d'Oxford. Il y donne également des cours. Moran devient professeur de mathématiques en 1951, sans rémunération, aussi longtemps qu'il garde le poste de chercheur à l'institut de statistique. À Oxford, il écrit plusieurs articles sur cycle de reproduction non-linéaire du lynx du Canada. Il quitte cependant son poste plus tard dans l'année pour l’Australie. Moran admet avoir des difficultés avec l'arithmétique élémentaire et écrit : « L'arithmétique, je n'y arrive pas » (Arithmetic I could not do).
Il se retire de l'université nationale australienne à la fin de l'année 1982 ; il y reste en tant que professeur émérite et travaille sur des méthodes statistiques en particulier des méthodes épidémiologiques et leurs applications à la psychiatrie.
Moran décède d'un AVC en 1988. 

## Prix et distinctions
Le premier janvier 1956, il est récompensé de la médaille Thomas Ranken Lyle par l'Académie des sciences australienne. La Société statistique d'Australie lui décerne en 1982 la médaille Pitman.
Le 29 octobre 1963, il reçoit des doctorats d'honneur : un ScD degree de Cambridge et un DSc degree de Sydney. Il est fait Membre de la Royal Society (Fellow of the Royale Society) en 1975.
La médaille Moran, créée en son honneur, est décernée par l'Académie des sciences australienne tous les deux ans pour des travaux distingués en statistique à un statisticien australien.

## Publications
En plus de 170 articles, Moran a écrit quatre livres,
- The Theory of Storage (1959 ; traduit en russe, 1963; en tchèque, 1967)
- An Introduction to Probability Theory (1967)
- (avec Maurice Kendall) Geometrical Probability (1963 ; traduit en russe, 1972)
- The Statistical Processes of Evolutionary Theory (1962 ; traduit en russe, 1973)